# Sofia Vitória
Sofía Vitória (Setúbal, 28 de abril de 1979) es una cantante portuguesa. Antes de la grabación de su primer álbum «Palavra de Mulher», se presentó en las principales salas de concierto en Portugal, Brasil, España, Holanda, Italia, Macao, Gales y Turquía. En 2004, con el tema Foi Magia (Fue magia), representó a su país en el Festival de Eurovisión celebrado en Turquía sin llegar a alcanzar la final.
Sofía está fuertemente influenciada no solo por el jazz, sino también por la World Music. En 2012 lanzó su primer disco en colaboración con el pianista Luís Figueiredo. Todas las canciones incluidas en el álbum «Palavra de Mulher» cuentan la historia de los personajes femeninos que pueblan el mundo musical de Chico Buarque.

## Discografía
- Sofia Vitória & Luís Figueiredo - «Palavra de Mulher» (Numérica, 2012)

### Colaboraciones
- Luís Figueiredo - «Lado B» (Sintoma Records, 2012)

## Comentarios
Sobre «Palavra de Mulher»
«Desde hace mucho tiempo que he escuchado a la obra de Chico, de tal manera original y moderna, y al mismo tiempo con una intensa sofisticación y talento.»
Ivan Lins (notas del álbum)